# Franz Hünten
Franz Hünten, francesizzato in François Hünten (Coblenza, 26 dicembre 1792 – Coblenza, 22 febbraio 1878), è stato un compositore, pianista e chitarrista tedesco.

## Biografia
Ricevette le prime lezioni in casa dal padre Daniel ed entrò sulla scena musicale già a sedici anni, istruito come pianista e chitarrista. Dal 1819 studiò al conservatorio di Parigi composizione con Antonín Reicha e pianoforte con Louis-Barthélémy Pradher. Dopo tre anni lasciò il conservatorio, vivendo in misere condizioni, pagandosi gli studi con lezioni private e iniziando a comporre. Conobbe una prima soddisfazione anche economica con la Fantasia militare a quattro mani e alcuni altri pezzi di sua creazione. Nel 1835 tornò a Coblenza, visse poi dal 1840 al 1848 di nuovo a Parigi, dov'era nato il figlio Emil, e si stabilì infine una volta per tutte nella città natale. Le sue composizioni ottennero alte tirature e gli conquistarono benessere e buona reputazione: si tratta perlopiù di arie tipiche dell'epoca scritte per i salotti musicali borghesi del XIX secolo, incluse alcune composizioni chitarristiche come il Trio op. 20 per violino, viola e chitarra o le Variazioni concertanti. La sua più illustre allieva fu la principessa Luisa di Prussia, anche se da lui prese brevemente lezioni di pianoforte, da ragazzo, Charles Gounod.
Hünten è il primo compositore di cui si abbia notizia ad aver lasciato una versione scritta del celebre tema stereotipato della melodia araba, in una fantasia composta intorno a tale canzone popolare nel 1845.